# Silver Lake (Unternehmen)
Silver Lake ist eine US-amerikanische Kapitalbeteiligungsgesellschaft, die 1999 gegründet wurde.
Der Firmensitz liegt in der Sand Hill Road in Menlo Park in Kalifornien. Das Unternehmen ist gegliedert in die Geschäftsbereiche Silver Lake Partners für Investitionen in IT-Unternehmen, Silver Lake Sumeru für Investitionen in mittelständische Unternehmen und Silver Lake Financial für Kreditvergabe.
Zu den größten Investments von Silver Lake Partners gehören Avago, Dell, Alibaba, Go Daddy, William Morris Endeavor, IMG Worldwide, Avaya, Sabre Holdings, Skype, Symantec, GLG, Seagate Technology und NASDAQ.
2016 investierte Silver Lake in den deutschen Fernbusbetreiber Flixbus.
2021 zeichnete Silver Lake für rund 344 Millionen Euro Wandelschuldverschreibungen der Software AG. Diese entsprechen rund zehn Prozent des derzeit ausgegebenen Grundkapitals. Im April 2023 wurde die geplante vollständige Übernahme der Software AG durch Silver Lake bekannt. Die Übernahme hätte ein Volumen von rund 2,2 Milliarden Euro.

## Kritik
Silver Lake wird im Zuge seiner Private-Equity-Strategien regelmäßig kritisiert:

### Mangelnde Transparenz und undurchsichtige Vertragspraktiken
Im Jahr 2011 geriet Silver Lake in die Kritik, als im Vorfeld des Microsoft-Deals mit Skype mehrere leitende Mitarbeiter entlassen wurden, um Ansprüche aus Aktienoptionen zu vereiteln. Zudem verfügte Silver Lake über eine Rückkaufklausel („clawback“) für bereits ausgeübte Optionen, was – so die Kritik – vertraute Zusagen untergrub und das Vertrauen von Mitarbeitern beschädigte.

### Lizenzverletzung
Im Dezember 2024 wurde Silver Lake über seine Beteiligung an WPEngine in einen Rechtsstreit mit Automattic (WordPress.com) verwickelt. Automattic warf WPEngine vor, WordPress-Marken unrechtmäßig zu nutzen.